# Boulevard Montmartre di notte
Boulevard Montmartre di notte è un dipinto a olio su tela (53,3x64,8 cm) di Camille Pissarro, databile al 1897 e conservato nella National Gallery di Londra.

## Storia
Dopo esser stato per circa trent'anni una delle figure di riferimento per la nascita e lo sviluppo del movimento impressionista, nel corso degli anni 1890 Pissarro tornò a uno dei suoi interessi principali, ovvero la rappresentazione delle strade di Parigi. La sua tecnica, sebbene cristallizzata in forme che venivano superate in quegli anni dai post-impressionisti, dimostrava una grande attenzione agli effetti legati al progresso, dalle luci artificiali allo smog del nascente inquinamento atmosferico.
Nel 1897 il gallerista Durand-Ruel suggerì a Pissarro di produrre una serie di una medesima veduta in diverse
condizioni climatiche e a diverse ore del giorno. L'artista, che era alloggiato al Grand Hôtel de Russie, rappresentò allora quello che vedeva dalla sua finestra, ovvero una serie di vedute dall'alto di Boulevard Montmartre, in tutto quattordici. Di tutta la serie, la tela di Londra è l'unica in notturno.
Come tutte le opere di Pissarro, la tela non è firmata, né fu mai esposta. Pervenne alla sua sede attuale nel 1925, quando fu acquistata dalla National Gallery di Londra col sostegno del Courtauld Fund.

## Descrizione e stile
L'affollato viale parigino è rappresentato di notte e bagnato, dopo un acquazzone. A Pissarro interessava la modernità, per cui l'opera gli diede l'occasione di studiare l'effetto delle nuove luci elettriche dei lampioni, allineati al centro della strada, e i bagliori aranciati delle luci a gas nelle vetrine: l'artista cercò di rappresentare i diversi effetti della luce artificiale con colori diversi, ora pallidi e bluastri, ora caldi e intensi. Segni verticali sbrigativi lungo i marciapiedi, quasi astratti, indicano la folla, che scorre sotto gli alberi e le tende dei negozi. Una serie di carrozze in fila sul ciglio della strada, con le luci accese, sta aspettando l'uscita degli avventori dello spettacolo al Moulin Rouge, situato dietro l'angolo. Di seguito si riporta l'analisi della critica d'arte Maria Teresa Benedetti:
(Maria Teresa Benedetti)
Il cielo scuro mostra una sorta di nebbiolina al centro, legata alle nubi non ancora passate o, più probabilmente, all'inquinamento dell'aria, fenomeno ritenuto interessante dall'artista, che proprio nel 1897 scriveva: «Sono lieto di poter dipingere le strade parigine che la gente è arrivata a descrivere come brutte, ma che sono invece così argentee, così luminose e piene di vita... questa è la modernità!». Le stelle nella parte superiore del cielo, ottenute con piccoli schizzi di bianco, dimostrano comunque che sta tornando il sereno, che presto asciugherà le strade bagnate.

## Altre opere della serie

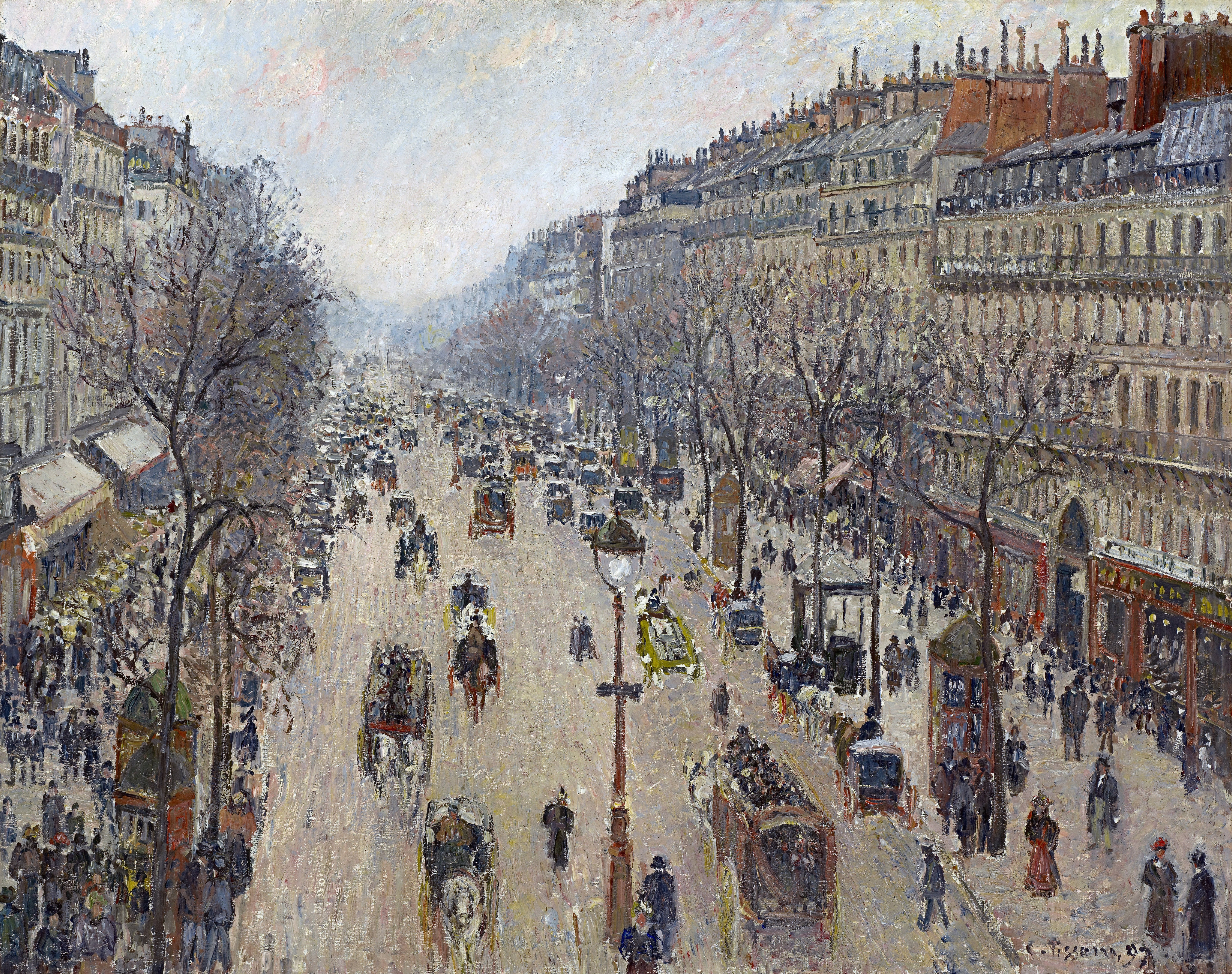
National Gallery of Victoria, Melbourne
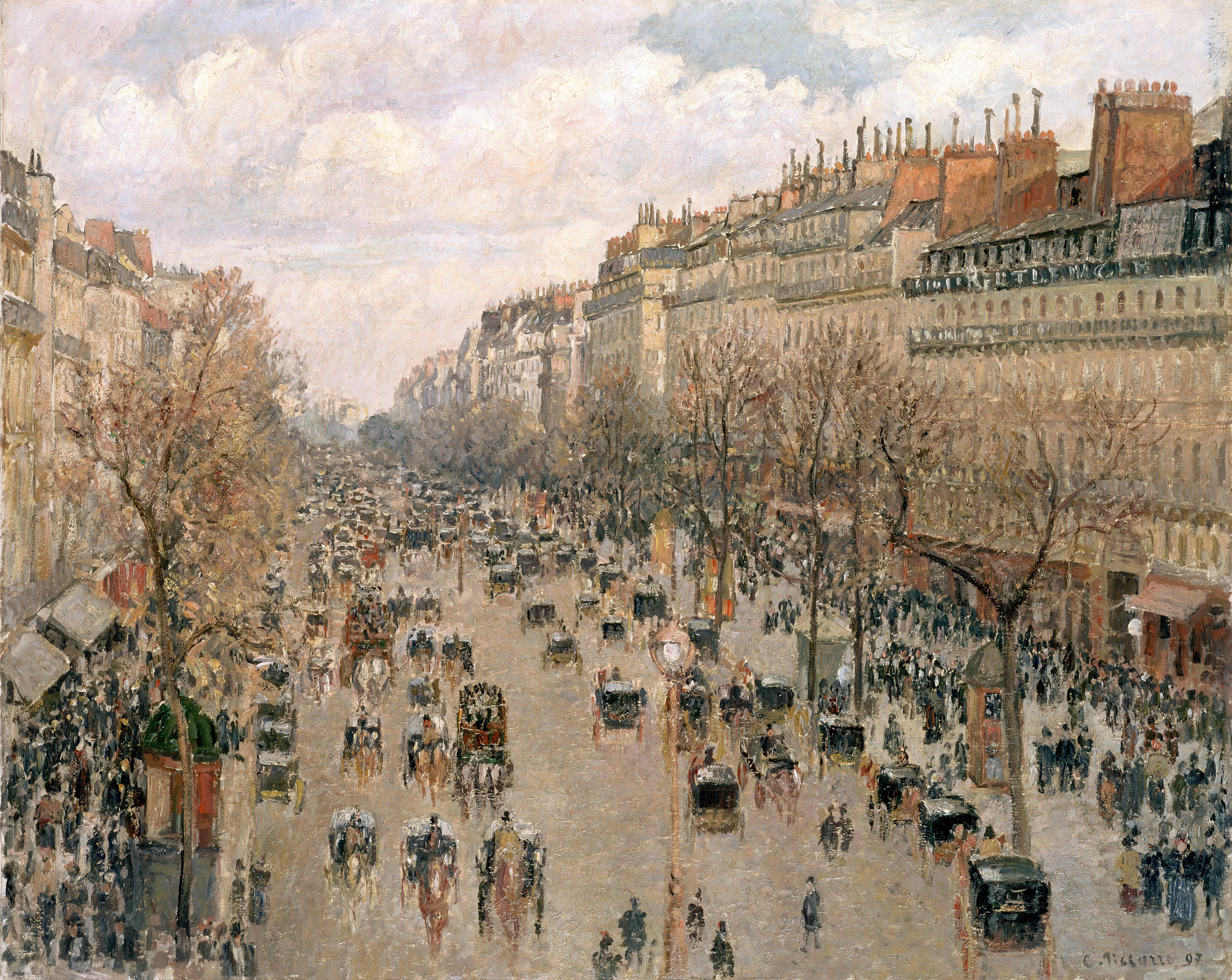
Museo dell'Ermitage, San Pietroburgo
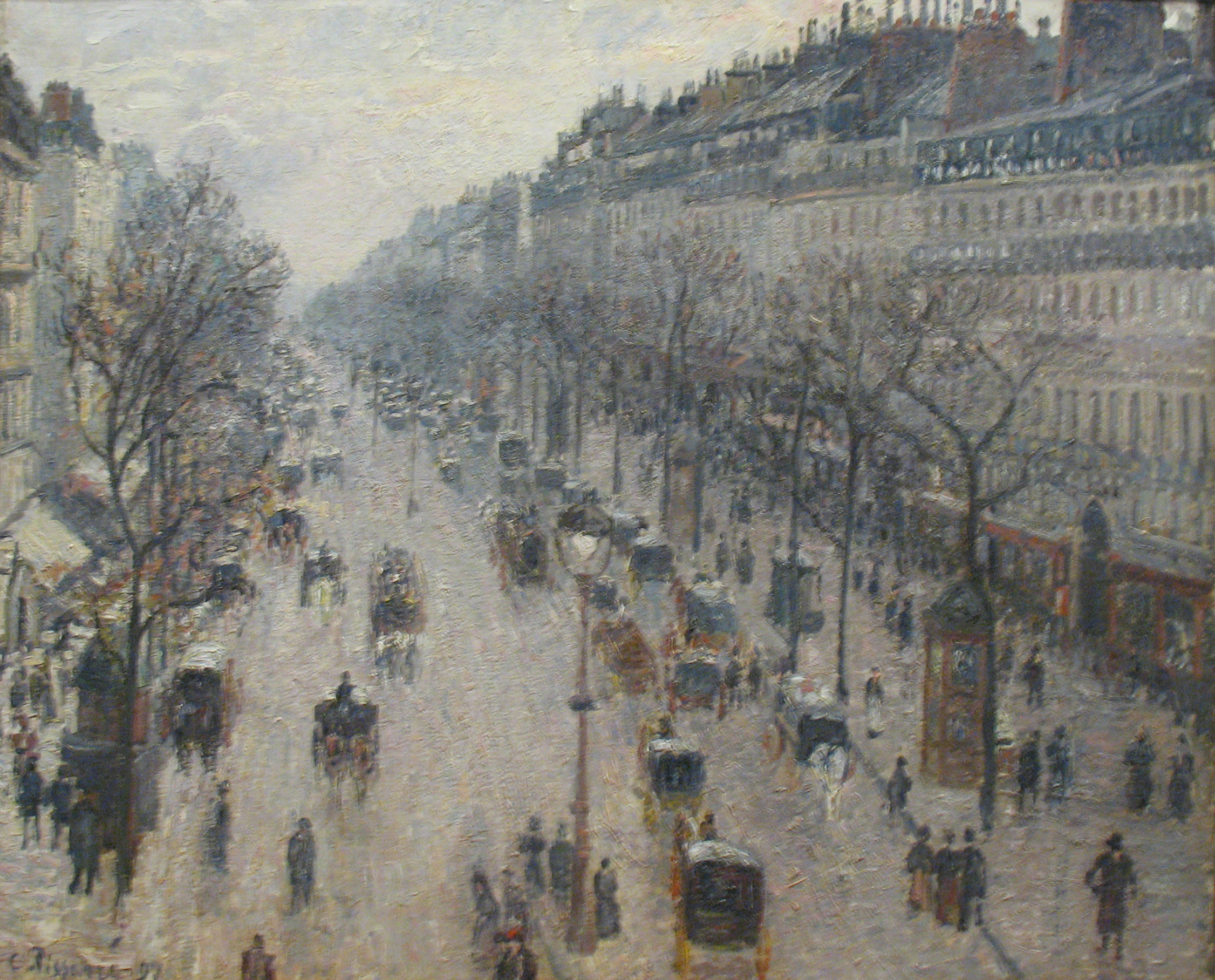
Metropolitan Museum, New York
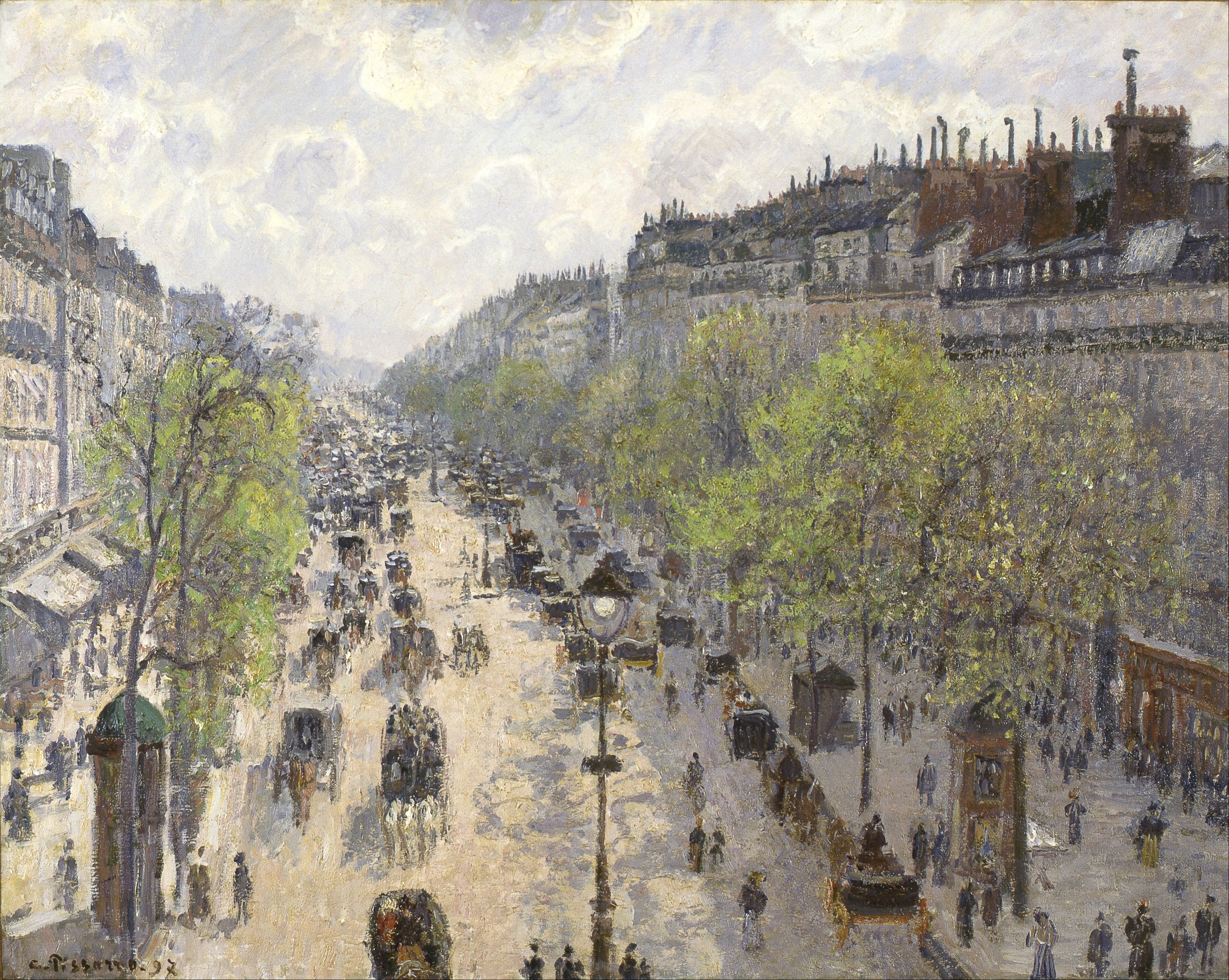
Israel Museum, Gerusalemme
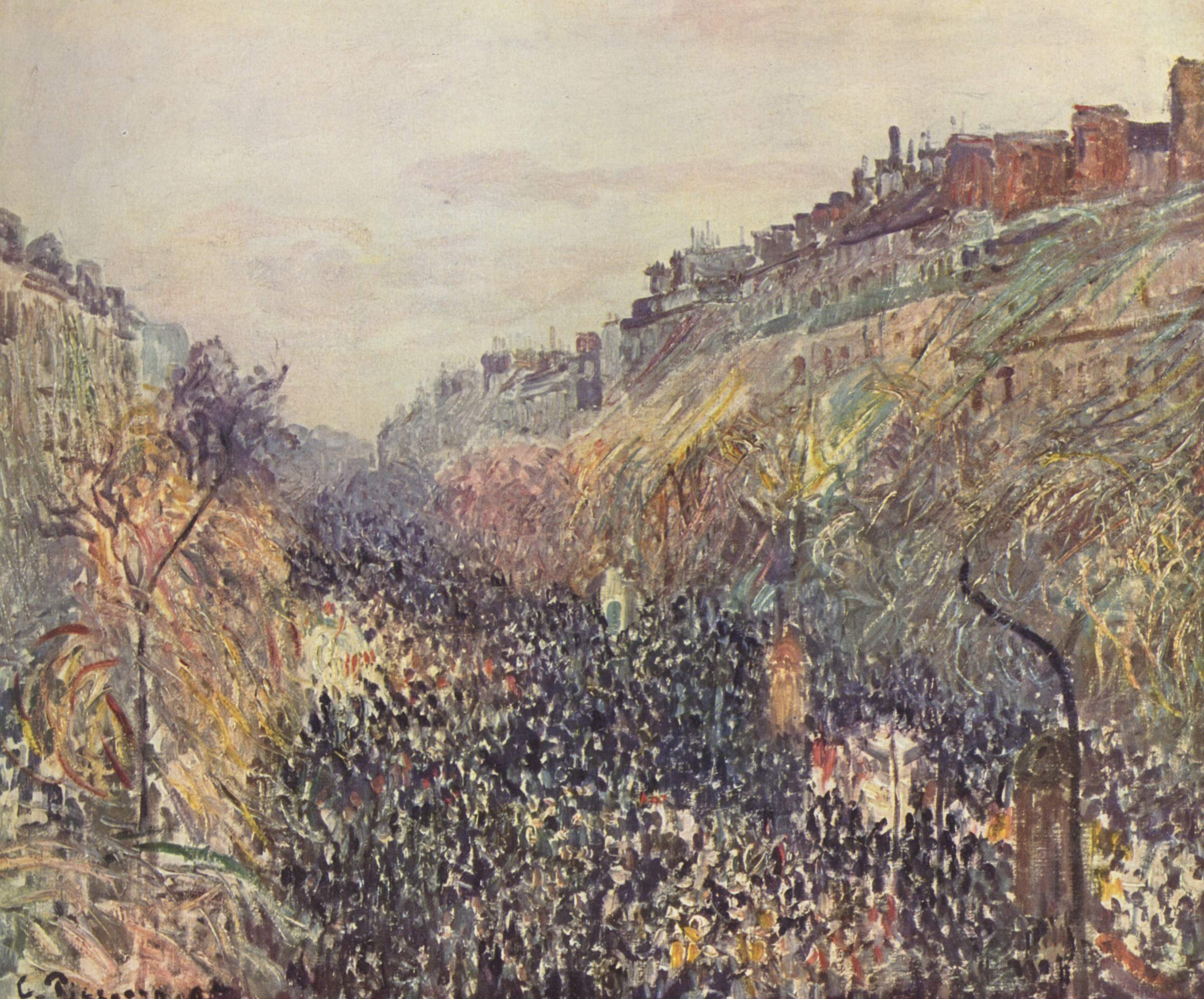
Kunstmuseum Winterthur